# Akishima
Akishima (昭島市?) è una città giapponese conurbata in Tokyo.